# Osoba
Osoba u svakodnevnom smislu označava određenog čovjeka u sociološki određenoj ulozi (žena, otac ili pripadnik struke (npr. medicinska sestra) ili na temelju podrijetla (npr. Europljanin). 
Osoba se u filozofskom smislu koristi primjerice u kontekstu biti ljudskog postojanja.